# Вальдо (футболіст)
Вальміро Лопес Роха (порт. Valmiro Lopes Rocha; 23 квітня 1981, Вільябліно, Іспанія), відоміший як Вальдо (порт. Valdo) — кабо-вердіанський та іспанський футболіст, півзахисник клубу «Пенья Спорт».

## Кар'єра
Вальдо народився в Вільябліно (Леон) у регіоні Ласіана, куди його батьки емігрували з Кабо-Верде, щоб працювати на вугільних шахтах.
У футбол починав грати в аматорському клубі «Посуело» в Мадриді й залишався там наступні сім років.
2001 року «Реал Мадрид» звернув увагу на Вальміро і підписав з ним контракт. Футболіст став гравцем резервних команд «вершкових». У сезоні 2001/02 він став гравцем «Реал Мадрид Кастілья», а також упродовж цього сезону дістав можливість грати за основну команду в Ла-Лізі, Копа дель Рей та іграх Ліги чемпіонів УЄФА, яку «Реал» у тому сезоні виграв.

## Статистика виступів

### За клуб
Станом на 8 жовтня 2015
| Клуб               | Сезон              | Ліга                | Ліга | Ліга | Кубок | Кубок | Інші | Інші | Загалом | Загалом |
| Клуб               | Сезон              | Дивізіон            | Ігри | Голи | Ігри  | Голи  | Ігри | Голи | Ігри    | Голи    |
| ------------------ | ------------------ | ------------------- | ---- | ---- | ----- | ----- | ---- | ---- | ------- | ------- |
| Реал Мадрид        | 2001—2002          | Ла-Ліга             | 1    | 0    | 0     | 0     | 2    | 0    | 3       | 0       |
| Реал Мадрид        | 2002—2003          | Ла-Ліга             | 0    | 0    | 1     | 0     | 0    | 0    | 1       | 0       |
| Реал Мадрид        | Загалом            | Загалом             | 1    | 0    | 1     | 0     | 2    | 0    | 4       | 0       |
| Осасуна (оренда)   | 2002—2003          | Ла-Ліга             | 13   | 1    | 0     | 0     | —    | —    | 13      | 1       |
| Осасуна            | 2003—2004          | Ла-Ліга             | 35   | 5    | 1     | 0     | —    | —    | 36      | 5       |
| Осасуна            | 2004—2005          | Ла-Ліга             | 27   | 5    | 6     | 2     | —    | —    | 33      | 7       |
| Осасуна            | 2005—2006          | Ла-Ліга             | 19   | 2    | 0     | 0     | 2    | 0    | 21      | 2       |
| Осасуна            | 2006—2007          | Ла-Ліга             | 26   | 6    | 1     | 0     | 12   | 2    | 39      | 8       |
| Осасуна            | Загалом            | Загалом             | 120  | 19   | 8     | 2     | 14   | 2    | 142     | 23      |
| Еспаньйол          | 2007—2008          | Ла-Ліга             | 31   | 4    | 3     | 0     | —    | —    | 34      | 4       |
| Еспаньйол          | 2008—2009          | Ла-Ліга             | 11   | 1    | 5     | 2     | —    | —    | 16      | 3       |
| Еспаньйол          | Загалом            | Загалом             | 42   | 5    | 8     | 2     | —    | —    | 50      | 7       |
| Малага (оренда)    | 2009—2010          | Ла-Ліга             | 19   | 2    | 3     | 0     | —    | —    | 22      | 2       |
| Леванте            | 2010—2011          | Ла-Ліга             | 29   | 2    | 4     | 0     | —    | —    | 33      | 2       |
| Леванте            | 2011—2012          | Ла-Ліга             | 34   | 6    | 1     | 0     | —    | —    | 35      | 6       |
| Леванте            | Загалом            | Загалом             | 63   | 8    | 5     | 0     | —    | —    | 68      | 8       |
| Атланте            | 2012—2013          | Ascenso MX          | 4    | 0    | 2     | 0     | —    | —    | 6       | 0       |
| Леванте (оренда)   | 2012—2013          | Ла-Ліга             | 13   | 0    | 0     | 0     | 3    | 0    | 16      | 0       |
| Астерас Триполі    | 2013—2014          | Суперліга (Греція)  | 9    | 0    | 0     | 0     | —    | —    | 9       | 0       |
| Расінг             | 2014—2015          | Сегунда Дивізіон    | 1    | 0    | 0     | 0     | —    | —    | 1       | 0       |
| Атлетіко Колката   | 2015               | Індійська суперліга | 2    | 1    | —     | —     | —    | —    | 2       | 1       |
| Загалом за кар'єру | Загалом за кар'єру | Загалом за кар'єру  | 254  | 32   | 23    | 4     | 19   | 2    | 296     | 38      |

1. ↑  Ігри в Лізі чемпіонів
2. ↑  Ігри в Кубку УЄФА
3. ↑  Ігри в Кубку УЄФА та Лізі чемпіонів
4. ↑  Ігри в Лізі Європи